# UEFA 챔피언스리그 앤섬

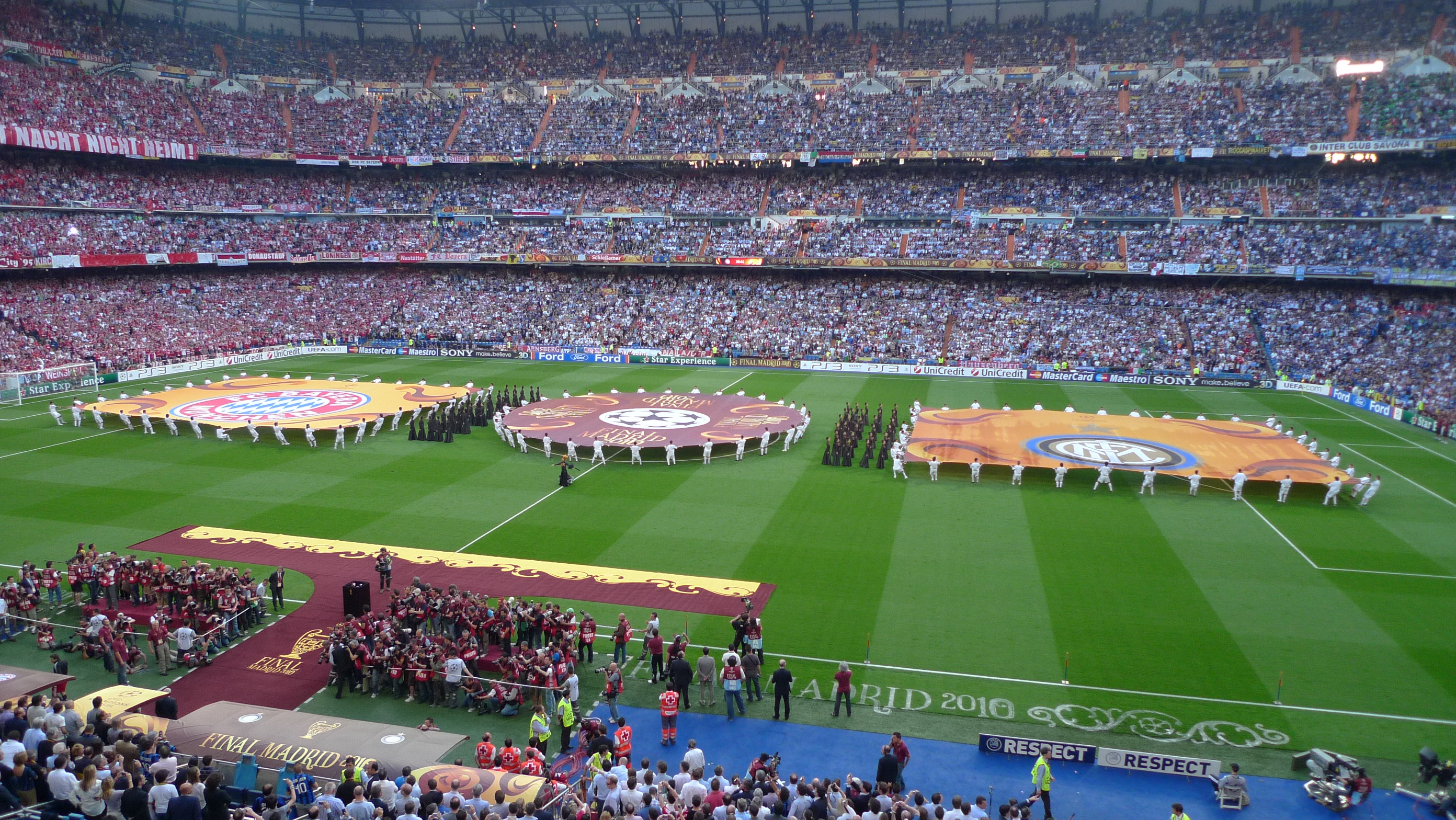
UEFA 챔피언스리그의 개막식과 폐막식, 또한 시합이 시작하기 전에 연주되는 대표곡이다.

UEFA 챔피언스리그 앤섬 (영어: UEFA 챔피언스리그 Anthem, 프랑스어: Ligue Des Champions)은 UEFA 챔피언스리그의 대표곡이다. 주로 경기가 시작하기 전과 개막식, 폐막식 때 연주하는 곡이다.

## 역사
1992년, 왕립음악대학 출신 토니 브리텐 (Tony Britten)이 지은 곡이다. 게오르크 프리드리히 헨델의 클레식 음악처럼 비슷한 곡을 하나 지어달라고 UEFA가 요구했다. 영국 런던의 로열 필하모닉 오케스트라가 음악을 연주했으며, 영국 런던의 세인트 마틴 인더 필즈 아카데미 실내 관현악단이 가사를 불렀다.

## 가사
이 곡은 UEFA의 대표 언어인 독일어, 프랑스어, 영어 가사가 번갈아 섞여져 있다.
| 원문/발음 | 한국어 번역 |
| Ce sont les meilleures équipes 스 송 레 메이어(흐) 제큅 Es sind die allerbesten Mannschaften 에스 진트 디 알러베스텐 만샤프텐 The main event 더 메인 이벤트 Die Meister 디 마이스터 Die Besten 디 베스텐 Les grandes équipes 레 그랑데 제큅 The Champions 더 챔피언스 Une grande réunion 윈 그랑드 헤위니옹 Eine große sportliche Veranstaltung 아이너 그로쎄 슈포틀리셰 페어란슈탈퉁 The main event 더 메인 이벤트 Ils sont les meilleurs 일 송 레 메이어흐 Sie sind die Besten 지 진트 디 베스텐 These are the champions 디즈 아 더 챔피언스 Die Meister 디 마이스터 Die Besten 디 베스텐 Les grandes équipes 레 그랑데 제큅 The Champions 더 챔피언스 Die Meister 디 마이스터 Die Besten 디 베스텐 Les grandes équipes 레 그랑데 제큅 The Champions 더 챔피언스- | 이들은 최고의 팀이다 이들은 최고의 팀 가장 큰 이벤트 그들은 장인 그들은 최고 위대한 팀들 승리자들 웅장한 재회 위대한 스포츠 행사 가장 큰 이벤트 그들은 최고 이들은 승리자 달인 최고의 위대한 팀 승리자들 이들은 장인 이들은 최고 위대한 팀들 승리자들 |